# Enytus parvicanda
Enytus parvicanda är en stekelart som först beskrevs av Thomson 1887.  Enytus parvicanda ingår i släktet Enytus och familjen brokparasitsteklar. Arten är reproducerande i Sverige. Inga underarter finns listade i Catalogue of Life.